# El doctor Cataplasma
El doctor Cataplasma, és una sèrie d'historietes humorístiques creada per Martz Schmidt, que va aparèixer per primera vegada al número 1.139 de la revista Pulgarcito, d'Editorial Bruguera, el 1953. Després es va publicar també en altres revistes de l'editorial, encapçalant fins i tot la seva pròpia, "Súper Cataplasma", el 1978.

## Argument i personatges
Les aventures del doctor Cataplasma es desenvolupen en historietes autoconclusives, gairebé sempre d'una sola pàgina.
Els protagonistes de la sèrie són el doctor Cataplasma i la seva criada Panchita. El doctor Cataplasma és baixet, de cabell llarg i blanc, que sempre porta cobert amb un enorme barret copalta, té un gran nas i una barba blanca que li arriba gairebé fins als peus. Panchita és una dona alta i gruixuda de raça negra, que es cobreix el cap amb un mocador i porta sovint davantal. El contrast físic entre ells és un tret humorístic que apareix també en altres sèries de l'autor, com Deliranta Rococó.
El doctor Cataplasma, com és evident, es dedica a la medicina, però també a l'experimentació amb tota mena de barreges. Sol tenir problemes econòmics, per la qual cosa eludeix hàbilment les peticions d'augment de sou que constantment li fa Panchita. Panchita, encara que nominalment és la seva criada, és la que porta les regnes de la casa. Les historietes solen desenvolupar-se en l'àmbit domèstic.
Un personatge secundari de certa rellevància és la senyora Millonetis, dama adinerada de la qual Cataplasma espera rebre ajuda econòmica, per la qual cosa cedeix a tots els seus desitjos.